# Greg Rzab
Greg Rzab est un bassiste américain qui a travaillé avec de nombreux artistes.
Il joue avec le Buddy Guy's Band pendant 12 ans, est membre du John Mayall's Bluesbreakers, tourne avec Jimmy Page, The Black Crowes et, plus récemment, avec Gov't Mule. Greg est également invité par Mick Jagger à auditionner pour les Rolling Stones. D'ailleurs, il déclare que c'est « une expérience fabuleuse ».
Il a également travaillé avec Otis Rush, Eric Clapton, John Lee Hooker, Carlos Santana, Paul Rodgers et autres.